# Anton Maria Schwartz

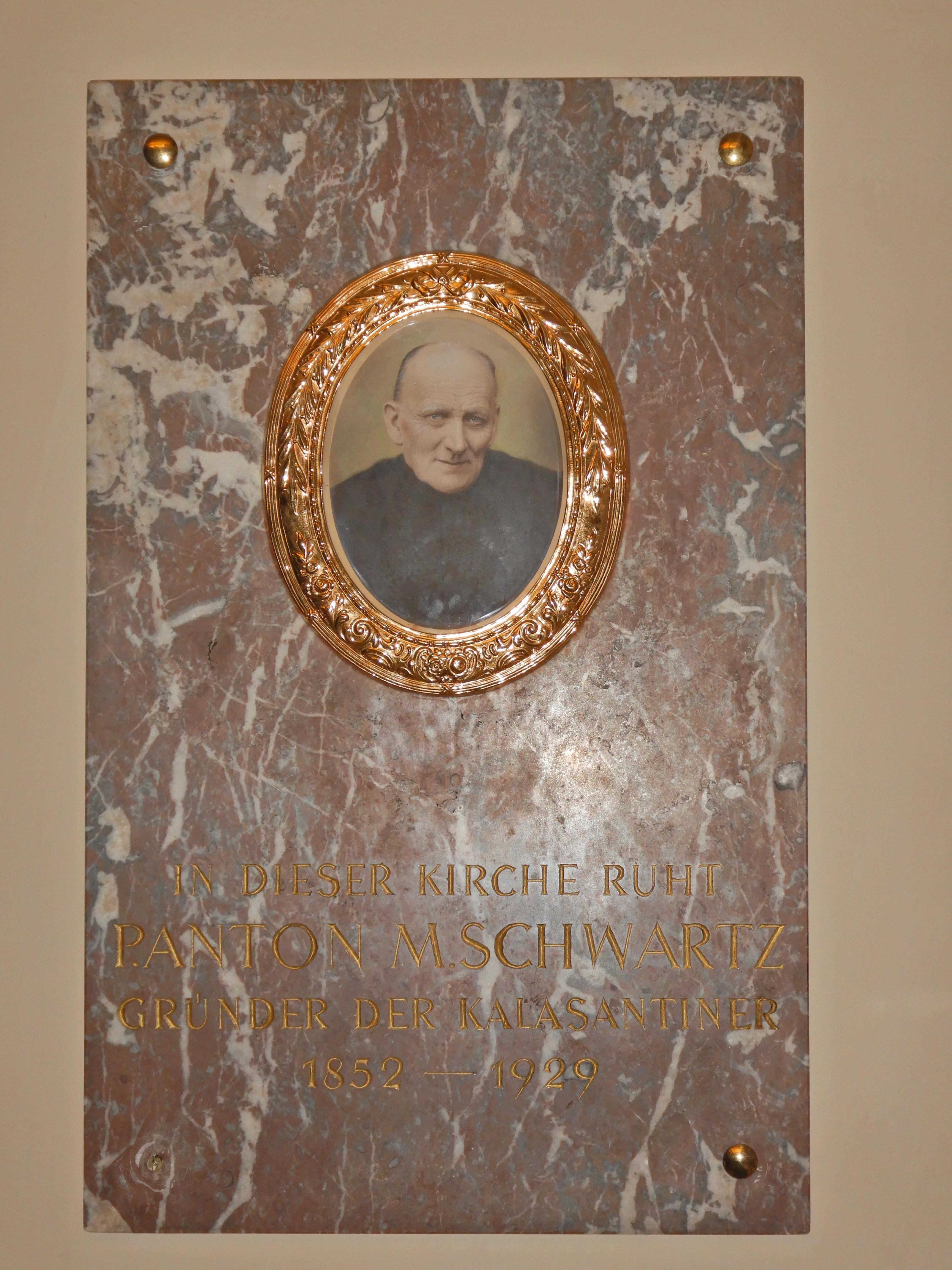
Gedenktafel für Pater Anton Maria Schwartz in der Mutterhauskirche der Kalasantiner in Wien

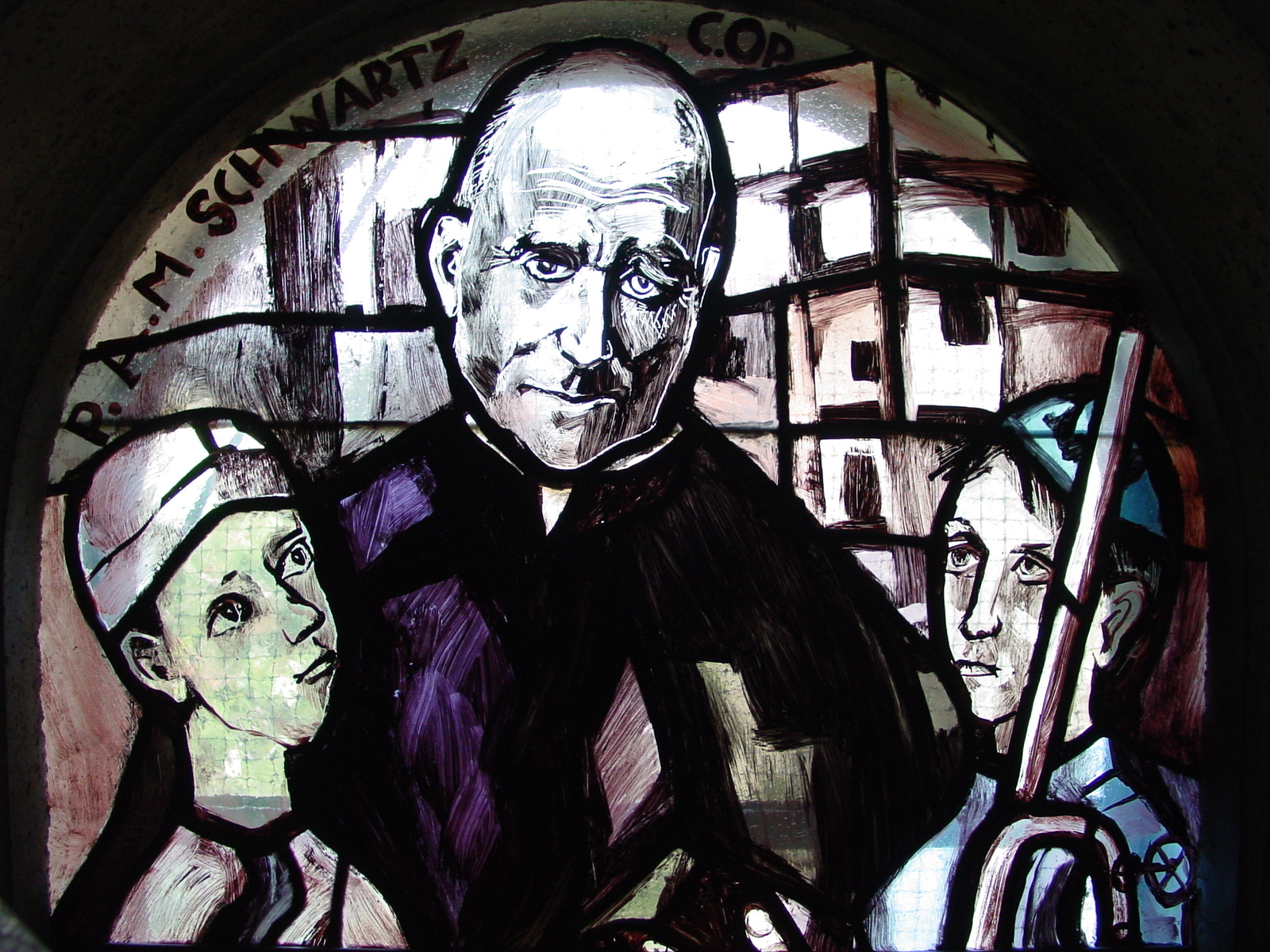
Kirchenfenster gestaltet von Martin Häusle in der Pfarrkirche Liesing

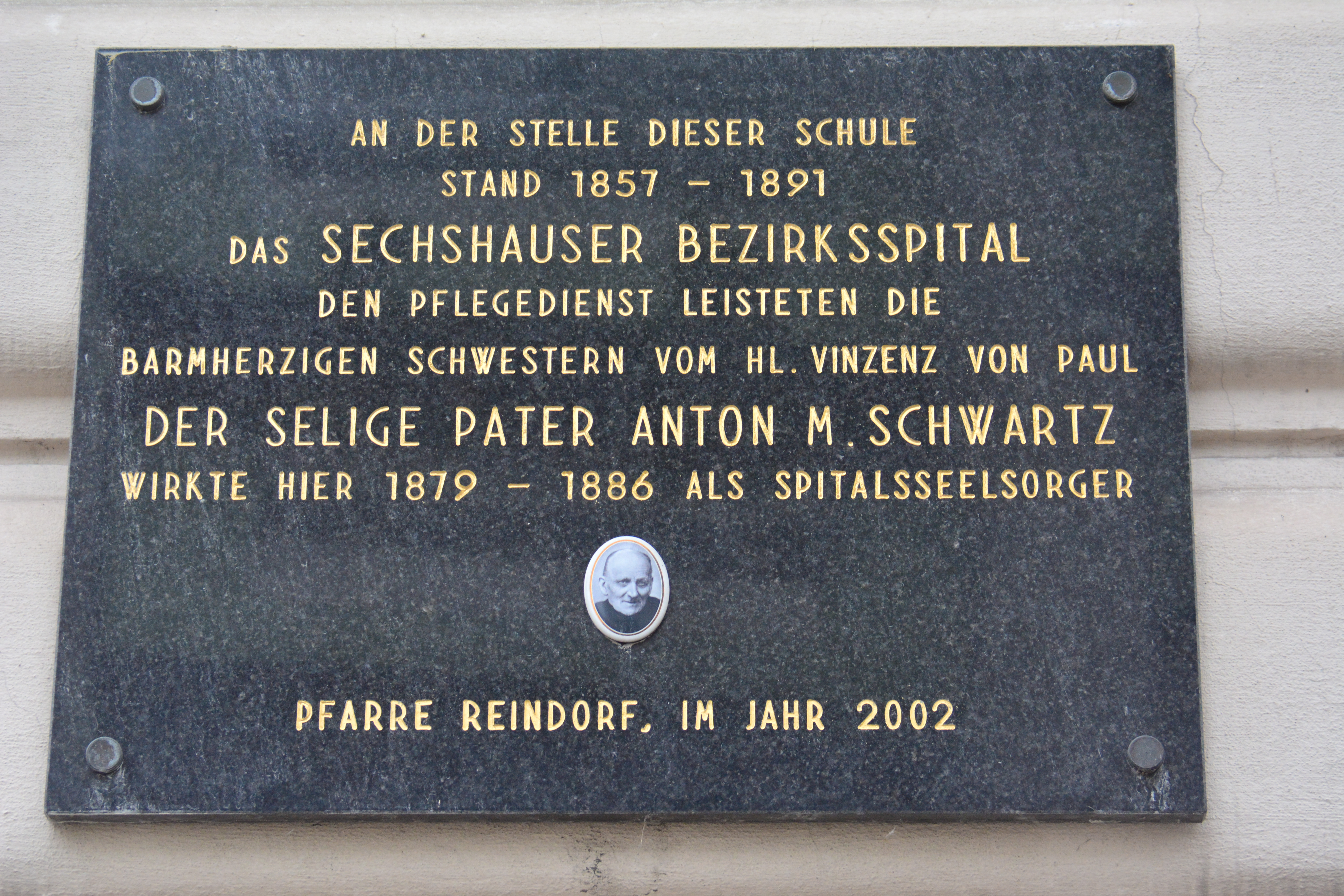
Gedenktafel für das Sechshauser Bezirksspital

Anton Maria Schwartz (* 28. Februar 1852 in Baden bei Wien; † 15. September 1929 in Wien) war ein katholischer Priester und Gründer der Kalasantiner, der 1998 durch Papst Johannes Paul II. seliggesprochen wurde.

## Leben
Sein bürgerlicher Name war Anton Schwartz. Er war Sängerknabe im Stift Heiligenkreuz und besuchte das Schottengymnasium in Wien. 1869 trat er in den Piaristenorden in Krems ein, verließ den Orden aber bald und trat ins Wiener Priesterseminar ein. Nach dem Theologiestudium wurde er am 25. Juli 1875 durch Kardinal Joseph Othmar von Rauscher zum Priester geweiht und wählte Maria  als zweiten Vornamen.
Er war zunächst Kaplan in Marchegg und ab 1879 Spitalsseelsorger am Sechshauser Bezirksspital der Barmherzigen Schwestern vom heiligen Vinzenz von Paul in Wien. Dort bewog ihn Schwester Magdalena Kühtreiber, die Seelsorge für das von ihr geleitete Waisenhaus  St. Josef-Vinzentinum Knabenasyl zu übernehmen und machte ihn auch auf die Not der Arbeiter aufmerksam. 1882 gründete er den Katholischen Lehrlingsverein unter dem Schutz des heiligen Josef Calasanz. Ab 1886 widmete sich Schwartz ganz der Lehrlingsseelsorge. Er eröffnete ein Lehrlings-Asylheim und gründete eine Gemeinschaft mit dem Namen Liebeswerk vom hl. Josef Calasanctius. 1888 schuf er ein Büro, das kostenlos Lehrstellen vermittelte.
Da seine wachsenden Aufgaben ein größeres Haus benötigten, bezog er ein Gebäude im 15. Wiener Gemeindebezirk Rudolfsheim-Fünfhaus, das die Barmherzigen Schwestern vom heiligen Vinzenz von Paul dafür zur Verfügung gestellt hatten. Um 1888 erwarben Schwartz und seine Mitarbeiter zur Behebung des Platzmangels ein weiteres Haus, das nur durch einen Hof vom ersten getrennt war. Wenig später erwarben sie neben dem zweiten Haus einen Baugrund und machten sich an den Bau der Kalasantinerkirche Maria, Hilfe der Christen, der „ersten Arbeiterkirche Wiens“. Wenige Tage nach ihrer Fertigstellung wurde die Kalasantinerkongregation am 24. November 1889 als eigenständiges Ordensinstitut gegründet und Schwartz mit fünf weitere Personen feierlich eingekleidet.
In der Folge errichtete Schwartz mehrere Tagesheimstätten, die er Knabenoratorien nannte, setzte sich für einen arbeitsfreien Sonntag, den Acht-Stunden-Tag, Lehrlingsurlaub, Gewerkschaften, menschliche Behandlung und Sozialversicherung ein. Er nahm auch an mehreren Streiks teil. Für ihn war neben der religiösen Formung auch die Bildung der jungen Arbeiter und Lehrlinge wichtig.
1897 wurde  im 14. Wiener Gemeindebezirk Penzing die Kalasantinerkirche St. Josef geweiht, als mit dem Ordenshaus in der Reinlgasse eine weitere Niederlassung der Kalasantiner eröffnet wurde. 1912 wurde die Kirche vergrößert und dem einstöckigen Klostergebäude noch zwei weitere Stockwerke mit einem großen Theatersaal hinzugefügt.
Bis zu seinem Tod leitete Schwartz den Orden, fand aber nicht die Anerkennung und das Verständnis, das er sich gewünscht hätte. Der Wiener Erzbischof Anton Joseph Gruscha, der gegenüber den Problemen der Arbeiter sehr aufgeschlossen war, sah als Generalpräses des Kolpingwerks in Pater Schwartz lange Zeit einen Konkurrenten. Erst 1939 approbierte der Heilige Stuhl den Kalasantinerorden.
Anton Maria Schwartz starb am 15. September 1929 in Wien. Tausende Menschen begleiten ihn trotz strömenden Regens auf seinem Weg zum Hietzinger Friedhof. Zwei Monate später, am 23. November 1929, wurde sein Leichnam in die Mutterhauskirche der Kalasantiner in Wien zurückgebracht und vor dem Hochaltar beigesetzt.

## Gedenken und Verehrung
Im Jahr 1936 wurde in Wien Rudolfsheim-Fünfhaus (15. Bezirk) die Pater-Schwartz-Gasse nach ihm benannt.
Anton Maria Schwartz wurde am 21. Juni 1998 während des Papstbesuchs in Wien durch  Johannes Paul II. auf dem Heldenplatz zeitgleich mit  Jakob Kern und  Schwester Maria Restituta seliggesprochen. Sein Gedenktag ist der 17. September. Im Zuge des Seligsprechungsprozesses wurde das im November 1929 angelegte Grab von Pater Schwartz vor dem Hochaltar der  Mutterhauskirche der Kalasantiner für das Erheben der Gebeine bzw. die Reliquientranslation geöffnet. Da sein Sarg über die Jahre luftdicht geblieben war, erwies sich der Leichnam als vollständig erhalten. Der Orden bat den Pathologen Christian Reiter,  den Körper dauerhaft zu konservieren, wofür dieser die von Ferdinand Hochstetter entwickelte Methode der „Paraffindurchtränkung“ anwandte. Nach Abschluss des Verfahrens wurde Pater Schwartz  wieder in liturgische Gewänder gekleidet, das Gesicht  mit einer hautfärbigen Wachsschicht versehen und der Leichnam in einen Glassarg gebettet, der sich im Hochaltarsockel der Mutterhauskirche befindet.